# Schickedanz Open 2002
Lo Schickedanz Open 2002 è stato un torneo di tennis facente parte della categoria ATP Challenger Series nell'ambito dell'ATP Challenger Series 2002. Il torneo si è giocato a Fürth in Germania dal 3 al 9 giugno 2002 su campi in terra rossa.

## Vincitori

### Singolare
Luis Horna ha battuto in finale  Jürgen Melzer con il punteggio di 6–4, 6–2

### Doppio
Salvador Navarro /  Gabriel Trujillo Soler hanno battuto in finale  Vadim Kucenko /  Oleg Ogorodov con il punteggio di 6–2, 6–4